# The Phil Donahue Show
The Phil Donahue Show, également connu sous le nom de Donahue, est un talk-show télévisé américain animé par Phil Donahue et diffusé pendant 26 ans sur des chaînes de télévision nationale. Sa diffusion a été précédée par trois ans d’émission locale à Dayton, dans l'Ohio, et a été diffusée dans tout le pays entre 1970 et 1996.
En 2002, Donahue figurait au vingt-neuvième rang de la liste des cinquante plus grandes émissions de télévision de tous les temps du magazine TV Guide. 

## Histoire
En 1967, Phil Donahue a quitté ses fonctions de journaliste et d’interviewer à la radio et à la télévision WHIO à Dayton pour se lancer dans la vente. Il s'est rendu compte qu'il n'aimait pas cela et a pris un travail de journaliste dans une autre station de Dayton, WLWD (aujourd'hui WDTN). Lorsque le Johnny Gilbert Show s'arrête, la station conserve son audience et Donahue est devenu le créateur et l'animateur d'une nouvelle émission télévisée, Phil Donahue Show sur WLWD. Son nouveau programme a remplacé le Johnny Gilbert Show, lorsque Gilbert est parti à Los Angeles pour un en tant qu'animateur "résident". Le 6 novembre 1967, Donahue a accueilli son premier invité, l'athée Madalyn Murray O'Hair. Même s'il qualifiera plus tard son message d'athéisme «très important», il a également déclaré qu'elle était plutôt désagréable et que, hors caméra, elle se moquait de lui car il était catholique.
Au départ, l’émission n’a été diffusée que sur d’autres stations appartenant à la Crosley Broadcasting Corporation (qui prendra plus tard le nom de sa société mère Avco), également à laquelle appartient WLWD. Mais le 14 septembre 1970, le Donahue Show est entré dans la licence nationale.
Donahue a déménagé le siège du show à Chicago en 1974, le faisant héberger d'abord à la station, alors indépendante WGN-TV. À peu près à la même époque, la popularité de la série a augmenté et est devenue un phénomène national. Lorsque la société Avco a vendu ses droits de diffusion en 1976, Multimedia Inc. a assuré la production et la distribution du programme, désormais connu sous le titre de Donahue. En 1982, Donahue a transféré l’émission sur WBBM-TV, propriété de CBS, pour ses dernières années à Chicago et dans le Midwest.
En 1984, Donahue a initié de nombreux téléspectateurs à la culture hip-hop, un programme présentant pour la première fois du breakdance à la télévision nationale, accompagné d'une performance du groupe hip hop UTFO. En 1985, Donahue quitte Chicago pour New York et commence à enregistrer au Studio 8-G, situé au 30 Rockefeller Plaza, où réside son distributeur new-yorkais, WNBC-TV. Avant le déménagement, une série de publicités d'un mois annonçait le déménagement, et l'animateur de la soirée de NBC, David Letterman, utilisait des parties de son programme national pour compter les jours écoulés avant le déménagement de Donahue avec un calendrier géant dans son studio. L'un des incidents les plus controversés de l'histoire de Donahue s'est produit le 21 janvier 1985, peu après le déménagement de la série à New York. Au programme de cette journée, sept membres de l'auditoire ont semblé s'évanouir au cours de l'émission, qui a été vue en direct à New York. Donahue, craignant que l'évanouissement soit causé à la fois par l'inquiétude d'être à la télévision et par un studio surchauffé, a fini par vider le studio des membres du public, puis a repris le spectacle. Il s'est avéré que le «maléfice» des malaises était un canular d'Alan Abel qui protestait contre ce qu'il a qualifié de "télévision de mauvaise qualité".
En 1992, Donahue a célébré le 25e anniversaire de son programme télévisé avec une émission spéciale de la chaîne NBC produite au Ed Sullivan Theatre de New York, dans laquelle il a été applaudi par ses pairs.
Cependant, par certains aspects, il commençait à être perçu comme dépassé par Oprah Winfrey, dont le show national massivement regardé était produit dans l’ancienne installation de Donahue à Chicago; et Sally Jessy Raphael, dont l’émission a été distribuée par Multimedia, le producteur de Donahue.

### La fin deDonahue
Le domaine des talk-shows est devenu de plus en plus saturé au cours des années 1990, entraînant une baisse des cotes d'écoute.
Mais le show a également perdu des soutiens importants après que Donahue s'est exprimé personnellement concernant la première guerre du Golfe. À l'automne 1995, la chaîne ABC (détenue par la société KGO-TV de San Francisco) a laissé tomber Donahue après l'avoir soutenu pendant plusieurs années et, quelques semaines plus tard, la WNBC-TV (NBC NY) à New York l'a également déprogrammé. Donahue a également été expulsé de son plateau du Rockefeller Plaza et transféré dans de nouveaux studios à Manhattan. La plupart des stations ont commencé soit à abandonner Donahue, soit à le déplacer tardivement ou tôt le matin, entraînant une perte supplémentaire de téléspectateurs. Donahue n'a jamais été diffusé sur une autre chaîne à New York ou à San Francisco, deux des plus grands marchés de la télévision américaine.
Après 29 ans (dont 26 ans en distribution nationale) et près de 7 000 émissions, le dernier épisode a été diffusé le 13 septembre 1996, ce qui représente à la plus longue série ininterrompue de tous les talk-shows jamais enregistrés dans l'histoire de la télévision américaine.

### Succès international
Donahue a également été diffusé au Royaume-Uni sur la chaîne ITV Night Time à la fin des années 1980 et au début des années 1990, où il est devenu culte. Après son succès, Donahue a fait plusieurs spectacles en Grande-Bretagne, invitant quelques célébrités du pays, principalement à Londres, mais il a aussi enregistré un programme à Manchester, composé de plusieurs membres de la troupe de la sitcom américaine Cheers et du feuilleton Coronation Street , basé Manchester. la chaîne de télévision régionale Thames Television, a également diffusé en journée plusieurs épisodes dans la région londonnienne uniquement.

## Personnalités
- Canary Conn (née en 1949) est une artiste et autrice américaine.

## Diffusion au Québec
L'émission était diffusée sur WPTZ (affilié NBC du Vermont) depuis l'automne 1972. À l'automne 1994, la station relègue l'émission durant la nuit à 4 h 5, et fut retirée de l'horaire à l'automne 1995.